# أحمد السمين الألباني

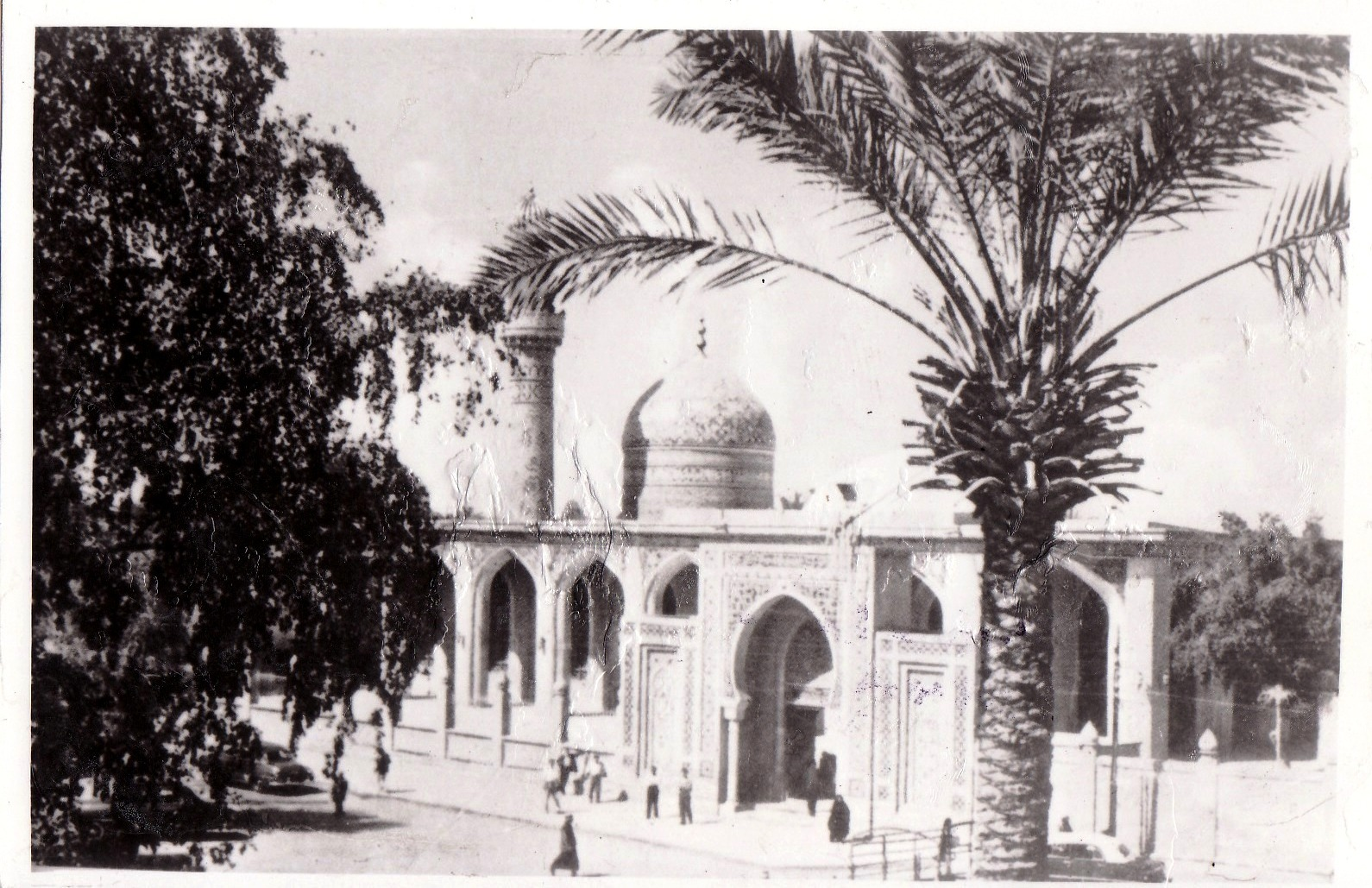
جامع الإمام أبي حنيفة وهو مقر لكلية الإمام الأعظم التي كان أحمد السمين مدرساً فيها لفترة طويلة

وهو الشيخ أحمد أفندي السمين ابن إبراهيم أغا، وأصلهُ من ألبانيا، ولد في بغداد عام 1220هـ/1805م، ونشأ فيها واخذ دروس العلم والفقه على علمائها حتى نبغ وبرع، واشتهر بعلمهِ وقصدهُ الطلاب لطلب العلم من مناهل علمهِ، وأدبهِ وفنهِ، وكان خطاطاً بارعاً، ولهُ علمٌ واسع في قواعد اللغة العربية، والنحو والبلاغة، واشتهر بين الناس بالصلاح والتقوى، والسعي لأصلاح أحوال المسلمين، وكان لهُ معرفة بعلوم الحديث النبوي، مع نزعتهِ الصوفية الخالية من الخرافات والبدع، ولهُ بعد نظر في الفقه والفتوى، ولقد درس عليهِ جماعة من علماء بغداد، ومنهم الشيخ عبد الوهاب النائب، والشيخ محمد أمين الواثق السهروردي والشيخ عبد المجيد أفندي وغيرهم، ولقد عين بوظيفة المدرس الأول في كلية الإمام الأعظم أبي حنيفة النعمان في عهد الدولة العثمانية، وذلك قبل عام 1276 هـ/1859م، وكان طيب الخلق رؤوفاً بالفقراء والمساكين، جواداً سخياً.

## مجلسهِ
كان للشيخ أحمد السمين مجلس للوعظ والارشاد في بيتهِ يقصدهُ العلماء والأدباء ومعظم الناس، وكان متأسيا بمنهج السلف الصالح من الصحابة، كثير الصيام والقيام، ملتزماً بأحكام السنة النبوية، وهو إلى جانب ذلك كان طلق الوجه بشوش ذو دعابة ومزاح لا يخرج عن طور المنادمة وحسن المجالسة، وحفظ الناس عنه ذلك في مجالسهِ العلمية.

## وفاتهِ
توفي في بغداد عام 1320هـ/1902م، ودفن في مقبرة الخيزران بجوار مرقد الشيخ أبو بكر الشبلي، ولهُ بنت واحدة اسمها عائشة توفيت بعده ودفنت بجوارهِ.